# Galmudug
Galmudug je samozvaný autonomní region ve středním Somálsku. Hlavním městem je jižní část města Gaalkayo, které je rozděleno mezi Puntland a Galmudug. Region na severu sousedí s autonomním regionem Puntland, na východě s Etiopií a na jihu s dalšími somálskými regiony. Jméno regionu je odvozeno složením jmen regionů Galguduud a Mudug. Na rozdíl od separatistického Somalilandu v severozápadním Somálsku neusiluje Galmudug o získáni mezinárodního uznání jako nezávislý stát. Sám sebe považuje za autonomní stát, který je součástí Somálské federativní republiky tak, jak ho definuje prozatímní somálská ústava.